# Wiechowice

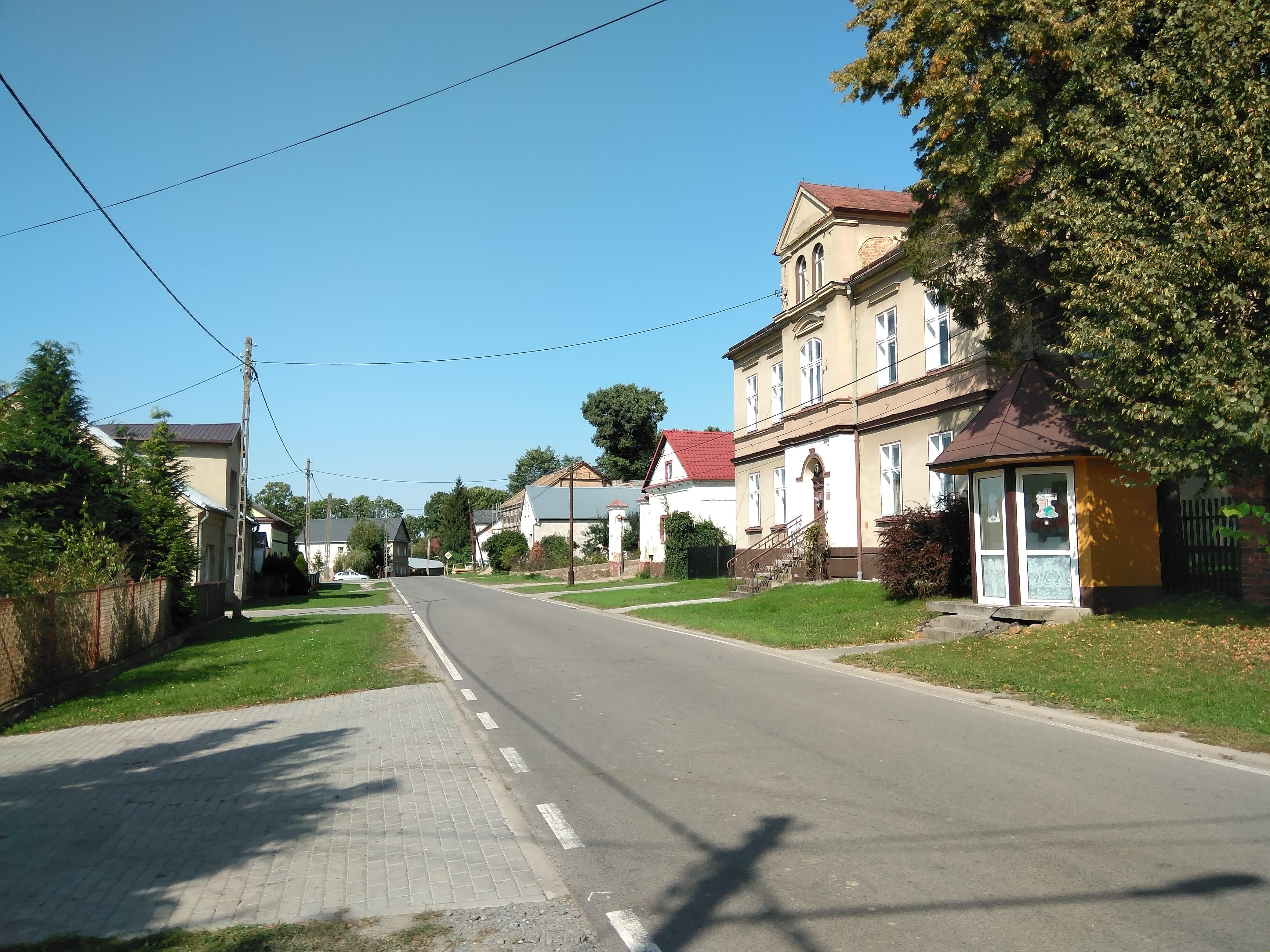
Zabudowa w centrum wsi

Wiechowice (cz. Vehovice, niem. Wehowitz, od 1936 r. Wehen) – wieś w Polsce położona w województwie opolskim, w powiecie głubczyckim, w gminie Branice, przy granicy z Czechami.

## Nazwa
Nazwa należy do grupy nazw patronomicznych i pochodzi od nazwiska założyciela miejscowości Wiechowskiego. Niemiecki nauczyciel Heinrich Adamy w swoim dziele o nazwach miejscowości na Śląsku wydanym w 1888 roku we Wrocławiu wymienia jako najstarszą zanotowaną nazwę miejscowości Wehowic podając jej znaczenie "Dorf des Wiechowski" czyli po polsku "Wieś Wiechowskiego".
Niektórzy historycy wywodzą nazwę od wiechy wskazując, że na terenie obecnej wioski na gruntach stała wiecha, jako znak terytorialny względnie polityczny.

## Historia
Początki osady, wioski pod obecną nazwą Wiechowice, sięgają średniowiecza, jednak nie zachowały się żadne wzmianki z tego okresu. Początkowo było tu zaledwie kilka domów w dolinie rzeki Opawy. Ludność trudniła się rybołówstwem i ogrodnictwem, gdyż ziemia w dolinie rzeki była urodzajna. Historycznie miejscowość leży na tzw. polskich Morawach, czyli na obszarze dawnej diecezji ołomunieckiej.
Z dokumentów ogłoszonych w publikacjach historycznych przedwojennych wynika, że w roku 1613 cesarz oddał już tę wioskę księciu Karolowi Liechtensteinowi. Po wojnach śląskich znalazła się w granicach Prus i powiatu głubczyckiego. W roku 1742 Wiechowice przeszły na własność księcia Lielmowskiego. W roku 1791 gmina kupiła cały folwark za 30 000 guldenów, ale książę zastrzegł sobie czynsz od pola i młyna, a także prawo do polowania i rybołówstwa. W roku 1804 prawa te przeszły na laudota głubczyckiego Gellkworna i wygasły po śmierci jego syna w roku 1872.
Była zamieszkała przez tzw. Morawców, z czasem coraz większy odsetek mieszkańców był niemieckojęzyczny. W 1910 50% mieszkańców posługiwało się czeskimi gwarami laskimi. W granicach Polski od końca II wojny światowej. Po drugiej wojnie światowej Morawców uznano za ludność polską i pozwolono im pozostać. Po 1956 nastąpiła fala emigracji do Niemiec. W latach 1975–1998 miejscowość administracyjnie należała do ówczesnego województwa opolskiego.
Do 21 grudnia 2007 r. w miejscowości funkcjonowało przejście graniczne Wiechowice-Vávrovice, które to na mocy układu z Schengen zostało zlikwidowane.

## Opis
| Rok  | Liczba mieszkańców |
| ---- | ------------------ |
| 1742 | 150                |
| 1783 | 275                |
| 1855 | 440                |
| 1861 | 469                |
| 1890 | 574                |
| 1910 | 511                |
| 1939 | 537                |
| 1947 | 272                |
| 1961 | 314                |

Do wojewódzkiego rejestru zabytków wpisany jest:
- kościół par. pw. św. Anny, z 1794 r., 1916 r., XIX w.

Na terenie wsi działalność religijną prowadzi Kościół Rzymskokatolicki, we wsi jest Parafia św. Anny w Wiechowicach.